# Андрианова, Татьяна Валерьевна
Татьяна Валерьевна Андриа́нова (род. 10 декабря 1979, Ярославль) — российская бегунья на средние дистанции, специализируется на 800 метрах. Мастер спорта России международного класса.

## Биография
Родилась 10 декабря 1979 года и живёт в Ярославле. Выпускница Ярославского торгово-экономического техникума.
Бывшие тренеры: С. А. Тюленев, Яков Ельянов, Светлана Плескач-Стыркина. Ныне — Матвей Телятников.
Замужем за легкоатлетом Дмитрием Богдановым — членом российской сборной, состязающимся в беге на дистанции в 800 метров. В 2006—2007 годах не участвовала в соревнованиях в связи с рождением сына Никиты.

## Достижения

### Российские чемпионаты
- В беге на 800 м Чемпионка России 2004, 2005, 2008 (после дисквалификации Елены Соболевой, 2010 год. обвинённой в подмене допинг-проб[6])
- Чемпионка России в помещении 2004

### Международные чемпионаты
| Чемпионат                                          | Город       | Место |
| -------------------------------------------------- | ----------- | ----- |
| Чемпионат мира по лёгкой атлетике в помещении 2004 | Будапешт    | 5     |
| Лёгкая атлетика на летних Олимпийских играх 2004   | Афины       | 5     |
| IAAF World Athletics Final 2004                    | Монте-Карло | 7     |
| Чемпионат мира по лёгкой атлетике 2005             | Хельсинки   | 3     |
| IAAF World Athletics Final 2005                    | Монте-Карло | 8     |
| Лёгкая атлетика на летних Олимпийских играх 2008   | Пекин       | 8     |

### Личные рекорды
- 800 метров — 1:56.00 мин (Тула, 2008)
- 1500 метров — 4:12.02 мин (Москва, 2005)
- 600 метров в помещении — 1:33.54 (Москва, 1999)
- 800 метров в помещении — 1:59.71 (Будапешт, 2004)
- 1000 метров в помещении — 2:45.22 (Москва, 2003)

### Командные рекорды
- Эстафета 4х800 метров в помещении — 8:12,41 (мировой рекорд, Москва, 2010)[7]

## Дисквалификация
В декабре 2015 года в допинг-пробе Андриановой (сданной в августе 2005 года) был обнаружен запрещенный препарат станозолол. После этого спортсменка была дисквалифицирована на два года, а её результаты за 2005—2007 годы (в частности, бронзовая медаль на чемпионате в Хельсинки) аннулированы. Андрианова обратилась с апелляцией на это решение в Спортивный арбитражный суд Лозанны.
14 апреля 2016 года Спортивный арбитражный суд (CAS) из-за срока давности отменил двухлетнюю дисквалификацию Татьяны Андриановой, которую на нее наложила Всероссийская федерация легкой атлетики (ВФЛА).